# Montanges
Montanges è un comune francese di 343 abitanti situato nel dipartimento dell'Ain della regione dell'Alvernia-Rodano-Alpi. Il suo territorio è bagnato dal fiume Valserine.

## Società

### Evoluzione demografica
Abitanti censiti